# Театральная библиотека (журнал, 1879)
«Театральная библиотека» — русский иллюстрированный театральный музыкальный журнал, издававшийся в Москве в 1879-1880 годах. Первый номер ежемесячного издания вышел в сентябре 1879 г. В 1880 г. было издано всего два номера — в январе и феврале.
Журнал издавался редактором Н. Л. Шаповаловым. В первом номере в программной статье писал: «Давая нашему издание имя „Театральной Библиотеки“, мы искренно желали бы, чтоб его содержание отвечало заглавию. Оно должно действительно представлять со временем целую „библиотеку“ и по репертуару, и по изучению всех сторон сценического мира».

## Описание
Журнал состоял из двух отделов: в первом публиковались пьесы, допущенные драматической цензурой для постановки; второй включал в себя мемуары, исторические и теоретические статьи по театру. В конце журнала печатались «Списки пьес, дозволенных драматической цензурой к представлению безусловно и с исключениями» и «Списки пьес, игранных на провинциальных театрах».

## Библиографическое описание
Театральная библиотека : ежемесячный журнал по драматургии и сценическому искусству. — Москва: Типография В. В. Давыдова, 1879—1880